# Uue-Kariste
Uue-Kariste – wieś w Estonii, w prowincji Viljandi, w gminie Mulgi.